# Kalikant
Kalikant, (mirisni ananas, sazanik; lat. Calycanthus) listopadni je rod grmova porijeklom iz sjeveroistočnog dijela Sjeverne Amerike. Kod nas se koristi u hortikulturi. Naraste do 3 metra visine. Drvo i njegova kora mirišu na klinček. Cvjetovi su crvene boje, posebnog mirisa.

## Uporaba
Sjevernoamerički Indijanci koristili su koru grana kao začin, te kao ljekovitu biljku. Listovi sadrže kamfor pa su korišteni za izradu sredstava za dezinfekciju. Eterično ulje dobiveno od biljke koristi se u proizvodnji parfema. Danas se biljka zbog sadržaja kamfora smatra otrovnom.
Kalikanti pripadaju porodici sazanikovki (Calycanthaceae) i redu lovorolike.

## Vrste
1. Calycanthus brockianus Ferry & Ferry f.
2. Calycanthus chinensis (W.C.Cheng & S.Y.Chang) P.T.Li
3. Calycanthus floridus L., sazanik mirisni
4. Calycanthus occidentalis Hook. & Arn., sazanik zapadni
5. Calycanthus versicolor Regel; status nije riješen

## Vanjske poveznice
- Kalikant horti-kultura.hr

|  | Zajednički poslužitelj ima još gradiva o temi Calycanthus |
|  | Wikivrste imaju podatke o taksonu Calycanthus             |